# Herman Witkin
Herman Witkin, född 2 augusti 1916, död 8 juli 1979, var en amerikansk psykolog med intresse för kognition och inlärning. Han utbildade sig på New York University där han erhöll en kandidatexamen i biologi 1935 samt en masterexamen och doktorsexamen i psykologi 1936 respektive 1939. Han har arbetat tillsammans med psykologer som T.C. Schneirla, Wolfgang Köhler och Solomon Asch.